# Can Lloberas
Can Lloberas és una masia de planta basilical del municipi de Sant Feliu de Codines (Vallès Oriental) inclosa en l'Inventari del Patrimoni Arquitectònic de Catalunya.

## Descripció
La construcció es dugué a terme en dues fases. El cos de l'esquerra i el central correspon a la primera fase, mentre el de la dreta és la segona fase. El portal d'accés és adovellat amb arc de mig punt. La finestra de sobre, de tipus renaixentista, és de pedra, portant al seu ampit i al guardapols una decoració a forma de daus. La finestra de l'esquerra i golfes porten a la llinda un petit entrant a la manera d'arc conopial. La finestra de sota és de nova factura. El cos de la dreta correspon a la segona fase constructiva. Es pot apreciar l'afegit tant pel tipus de material emprat com per l'arrencada de la coberta. L'única finestra d'època porta ampit i motllures a l'entorn de la pedra. Hi ha restes d'un rellotge de sol, sobreposat a la unió de les dues parts. Trobant-se un altre rellotge a la part lateral dreta.